# Porky's Badtime Story
 (juin 2017).
Si vous disposez d'ouvrages ou d'articles de référence ou si vous connaissez des sites web de qualité traitant du thème abordé ici, merci de compléter l'article en donnant les références utiles à sa vérifiabilité et en les liant à la section « Notes et références ».
Pour plus de détails, voir Fiche technique et Distribution.
Porky's Badtime Story est un cartoon Looney Tunes réalisé par Bob Clampett en 1937. et mettant en scène Porky Pig c'est le premier dessin animé réalisé par Bob Clampett sous le nom de Robert Clampett.